# John Frank Stevens
John Frank Stevens (West Gardiner, 25 de abril de 1853 — Southern Pines, 2 de junho de 1943) foi um engenheiro estadunidense.
Construiu a Great Northern Railway nos Estados Unidos e foi engenheiro chefe do Canal do Panamá, entre 1905 e 1907.